# جیمی وستبروک
جیمی وستبروک (انگلیسی: Jamie Westbrook؛ زادهٔ ۱۸ ژوئن ۱۹۹۵) بازیکن بیس‌بال اهل ایالات متحده آمریکا است.
وی در مسابقات کشوری و بین‌المللی در مجموع برندهٔ ۱ مدال نقره شده‌است.